# Curtis Michel
Frank Curtis "Curt" Michel (La Crosse, 4 de junho de 1934 – Houston, 25 de fevereiro de 2015) foi um astrofísico, piloto, professor e astronauta norte-americano.

## Biografia
Michel nasceu no dia 4 de junho de 1934 em La Crosse, Wisconsin, filho de Viola e Frank Michel. Ele estudou no Colégio C. K. McClatchy em Sacramento, Califórnia, formando-se em 1951. Michel em seguida foi estudar no Instituto de Tecnologia da Califórnia, onde se formou em 1955 com um diploma de bacharel em física. Ele trabalhou na Firestone Tire and Rubber Company como engenheiro júnior e depois entrou na Força Aérea dos Estados Unidos depois de se formar. Aprendeu a voar na Base Aérea do Exército de Marana, no Arizona, e na Base Aérea de Laredo, no Texas, servindo por três anos nos Estados Unidos e Europa, pilotando principalmente um interceptador North American F-86D Sabre.
Michel retornou para o Instituto de Tecnologia da Califórnia depois de deixar a Força Aérea e conquistou, em 1962, um doutorado em física. Ao mesmo tempo que trabalhava em seu doutorado, ele também atuou como assistente de pesquisa na instituição. Nessa capacidade, realizou trabalhos teóricos e experimentais para cientistas como William Alfred Fowler e Richard Feynman. Michel se mudou para Houston em julho de 1963 e virou professor na Universidade Rice. Na instituição, ele deu aulas e pesquisou nos campos de ciência espacial, como a interação de ventos solares na atmosfera da Lua.
Michel foi selecionado pela NASA como astronauta em 1965, parte de seu Grupo 4. Depois que seu treinamento foi finalizado, foi designado para trabalhar no Ramo Aplicado da Apollo, sob supervisão do astronauta Alan Bean. Entretanto, Michel demitiu-se em setembro de 1969, quando ficou claro que os astronautas-cientistas não seriam designados para missões espaciais lunares. Sua decisão de deixar o corpo de astronautas, aliado com a saída de outros cientistas, fez com que a comunidade científica pressionasse a NASA para o envio de um cientista para a Lua. Consequentemente, a tripulação da Apollo 17, a última missão do Programa Apollo, foi alterada e o geólogo Harrison Schmitt foi colocado para viajar a Lua.
Depois de deixar a NASA, Michel voltou a trabalhar como professor e pesquisador na Universidade Rice. Ele atuou, entre 1974 e 1979, como chefe do Departamento de Física Espacial e Astronomia da Rice. Ele deu aulas de astrofísica na universidade de 1974 até se aposentar em 2000, mas mesmo assim continuou a ter um escritório no campus, onde continuou seus estudos sobre ventos solares, pulsares e métodos numéricos. Michel morreu em 25 de fevereiro de 2015. Era casado com Bonnie Hausman, uma especialista do Departamento de Matemática da Rice, com quem teve dois filhos: Alice e Jeff.